# Мозговой, Николай Петрович
Никола́й Петро́вич Мозгово́й (укр. Мико́ла Петро́вич Мозгови́й; 1 сентября 1947, Волочисский район, Каменец-Подольская область — 30 июля 2010, Бориспольский район, Киевская область) — советский и украинский эстрадный певец (тенор), композитор, народный артист Украины (1993).

## Краткая биография
1962—1966 — студент Черновицкого музыкального училища. 1969—1973 — студент Харьковского юридического института. Учебное заведение не закончил не сдав государственные экзамены. 1971—1973 — учащийся Республиканской студии эстрадно-циркового искусства при Укрконцерте в Киеве. Учился в Киевской государственной консерватории им. П. И. Чайковского по специальности «сольное пение» (класс Константина Огневого).
1971—1994 — артист эстрады, солист-вокалист Укрконцерта. Начинал карьеру эстрадного певца в ВИА «Беркут» (Ивано-Франковск), в 1977 году был приглашён в Киевский мюзик-холл.
1979 — после исполнения песни «Рідний край» (рус. «Родной край») Софией Ротару стал известным композитором. 1986 — звание заслуженного артиста Украинской ССР. Лауреат республиканских, всесоюзных и международных конкурсов артистов эстрады. В качестве композитора неоднократно становился лауреатом песенного конкурса Центрального телевидения СССР «Песня года».
1986 — Организовал собственную аккомпанирующую группу «Вересень» (рус. «Сентябрь»). Исполняя сольную авторскую программу, некоторое время был самыми оплачиваемыми певцом на Украине. Одно время был референтом ЦК ЛКСМУ по культуре, а затем парторгом Укрконцерта. 1991 — прекратил концертную деятельность и занялся менеджментом в сфере шоу-бизнеса: возглавлял Украинский художественный фонд им. В. Ивасюка (с 1993 г.), устраивал песенные фестивали («Море друзей», Ялта; имени В. Ивасюка, Черновцы), в рамках которых проводились конкурсы молодых исполнителей современной украинской песни, руководил собственной студией звукозаписи, которая со временем переросла в Государственный театр песни.
1993 — звание народный артист Украины.
1994 — попал в автомобильную аварию, в результате которой получил перелом позвоночника и долго восстанавливался. 1994—1999 — директор и художественный руководитель Украинского государственного театра песни
1997 — киевский еженедельник «Бульвар» опубликовал скандальное интервью Мозгового, в котором он крайне негативно высказался о современной украинской эстраде и обвинил украинских певцов в повальном пении под фонограмму. После публикации интервью Мозговой приобрёл много врагов. Под срывом оказался фестиваль «Море друзей» и конкурс молодых исполнителей в Ялте (должен был проходить под патронатом супруги Президента).

История современной украинской журналистики делится на два периода: до интервью Мозгового «Бульвару» и после— директор Киевского института журналистики Анатолий Москаленко
.
1999 — На преподавательской работе (профессор (2004), заведующий кафедрой теории и методики постановки голоса Института искусств Национального педагогического университета им. М. Драгоманова). 2001—2007 — один из основателей и член Совета партии «Справедливость». 2005, март — генеральный директор и художественный руководитель Национального дворца искусств «Украина». 2007 — звание кандидата искусствоведения. Тема диссертации: «Становление и тенденции развития украинской эстрадной песни». 2007, 31 августа — к своему 60-летнему юбилею награждён орденом князя Ярослава Мудрого V степени «за выдающийся личный вклад в развитие украинской культуры и искусства, многолетний плодотворный труд». Утром во сне 30 июля 2010 остановилось сердце. Прощание с композитором прошло 1 августа во дворце «Украина». Отпевание состоялось в Успенском соборе Киево-Печерской лавры. Похоронен на Байковом кладбище.

### Семья
Жена — Виолетта Борисовна Мозговая (род. 1954), главный режиссёр Национального дворца искусств «Украина». Дочь — Алёна Мозговая (род. 1974), певица, продюсер, экс-сожительница певца Александра Пономарёва.

## Творчество
Песни Николая Мозгового известны не только на Украине, но и далеко[уточнить] за её пределами:
- «Край, мій рідний край» (рус. «Край, мой родной край») (сл. Н. Мозговой)
- «Минає день, минає ніч» (рус. «Проходит день, проходит ночь») (сл. Ю. Рыбчинский)
- «Знов я у гори іду» (рус. «Снова я в горы иду») (сл. Ю. Рыбчинский)
- «Зачаровані слова» (рус. «Заколдованные слова») (сл. В. Герасимов)